# Issifou Taffa Tabiou
Pour les articles homonymes, voir Taffa (homonymie).
Issifou Taffa Tabiou est le président de la Commission Électorale Nationale Indépendante (CENI) dans le cadre de l'organisation de l'élection présidentielle au Togo le 4 mars 2010.